# Anansi boys
Anansi boys (2005) (titlu original Anansi Boys) este un roman de Neil Gaiman. Deși aparține aceleiași lumi ficționale ca Zei americani, nu este o continuare a acestuia. În Anansi boys descoperim că 'dl. Nancy' (Anansi) are doi fii care își explorează moștenirea comună.
Există elemente care sugerează că evenimentele din Anansi Boys se petrec după cele din Zei americani, deoarece dl. Nancy povestește unor turiști că a participat la un război, care poate fi acela din Zei americani. Cartea arată și tulpina despre care dl. Nancy spune că a primit-o de la unul dintre fiii săi în Zei americani și care îl va ajuta pe personajul principal să descifreze o enigmă.
Anansi boys a fost publicat pe 20 septembrie 2005 și a fost lansat în format paperback pe 1 octombrie 2006. Cartea a intrat direct pe primul loc în lista de bestsellere din The New York Times, câștigând atât premiul Locus cât și premiul British Fantasy Society în 2006. Cartea audio a fost lansată în 2005, în lectura lui Lenny Henry.

## Acțunea romanului
Anansi boys este povestea lui Charles Nancy, un londonez timid lipsit de ambiție, ale cărui pregătiri de nuntă lipsite de entuziasm sunt întrerupte în momentul în care află despre moartea tatălui său în Florida. Flamboaiantul domn Nancy, în umbra căruia a trăit mereu Charlie, a murit într-un mod jenant, suferind un infarct în timp ce flirta cu femei într-un bar karaoke. 
Charlie este obligat să își ia liber de la agenția la care lucrează pentru a merge la înmormântare. În timpul discuțiilor legate de împărțirea averii d-lui Nancy, d-na Callyanne Higgler - o foarte veche prietenă de familie - desconspiră faptul că defunctul domn Nancy este, în realitate, incarnarea zeului vest african Anansi. Motivul pentru care Charlie nu pare să fi moștenit nicio putere divină este că ele au trecut la fratele lui, până acum necunoscut, despre care ea spune că poate fi contactat pur și simplu rugând un păianjen să-l cheme. Charlie e scpetic și, pe drumul de întoarcere în Anglia, uită în mare parte cele spuse de d-na Higgler, până într-o noapte în care, beat fiind, îi șoptește unui păianjen că s-ar bucura ca fratele lui să îl viziteze. Fratele său, care folosește numele "Spider" (Păianjen), îl vizitează în dimineața următoare și este șocat de aflarea veștii morții tatălui lor. Imediat, el pășește într-o fotografie a casei copilăriei lor, iar Charlie - nedumerit de brusca dispariție - merge la serviciu.
Spider revine în aceeași noapte, măcinat de regretul că Anansi a murit, iar el a fost atât de nepăsător încât nu a observat asta. Pentru a-și alina tristețea, ce doi se îneacă (la recomandarea lui Spider) în proverbialul trio de vin, femei și cântece. Deși charlie nu se implică prea mult în partea cu femeile și cântatul, se îmbată suficient de tare încât să doarmă până târziu a doua zi, fiind salvat de Spider care se deghizează în el și îi ține locul la Grahame Coats Agency. În timpul procesului, Spider află unele dintre secretele agenției și, de asemenea, fură afecțiunea și fecioria logodnicei lui Charlie, Rosie Noah. 
Agenția dorește să îl concedieze pe Charlie, dar Spider (deghizat în Charlie), dezvăluie secretele pe care le-a aflat, determinând agenția să renunțe la demers și chiar să îi dea lui Charlie un cec generos și un concediu. Cu Charlie plecat, agenția modifică înregistrările financiare pentru a părea că toate mișcările necurate îi aparțin lui. Amărât după pierderea logodnicei, Charlie își folosește concediul pentru a reveni în Florida, unde cere ajutorul Callyannei Higgler și al celor trei prieteni ai ei, ciudați și excentrici, pentru a scăpa de Spider. Neputincioși în fața acestei probleme, ei îl trimit către "începutul lumii", sălașul vechilor zei similari tatălui său, fiecare reprezentând un animal. Acolo, printre alții, el îi întâlnește pe fiorosul Tiger (Tigru), pe sângeroasa Hyena (Hiena) și pe ridicolul Monkey (Maimuță). Niciunul nu dorește să facă vreun târg cu el, în afara Femeii Pasăre, care îi dă o pană în schimbul liniei de sânge Anansi.
În Londra, Maeve Livingstone, clientă a agenției, descoperă neregulile săvârșite și este ucisă de șeful acesteia, Graham Coats.
Când Charlie revine în Anglia, evenimentele încep să se succeadă cu mare viteză. Charlie se ceartă și se încaieră cu Spider, apoi e interogat de poliție în legătură cu fraudele de la agenție. Spider îi spune adevărul lui Rosie, care se înfurie, și e continuu atacat de păsări. Clădirea agenției începe să fie bântuită de fantoma Maevei Livingstone, iar Graham Coats, fuge în insula fictivă din Caraibe Saint Andrews.
Maeve Livingstone este contactată de defunctul ei soț, care o sfătuiește să se mute în viața de apoi, dar ea refuză, dorind să se răzbune pe Graham Coats. Ulterior, ea se întâlnește cu fantoma lui Anansi, care îi povestește că, într-o vreme, zeul animal Tiger eținea toate poveștile și, drept urmare, acestea erau sumbre și violente. Anansi l-a păcălit și a căpătat toate poveștile, astfel că, acum, ele implică iscusime și abilitate, în loc de forță.
După ce e atacat de păsări flamingo, Spider înțelege că Charlie stă la originea atacurilor și că, astfel, se află în pericol de moarte. Eliberându-l din închisoare și aflând despre târgul făcut, Spider îl face să înțeleagă că linia de sânge Anansi îi privește atât pe Charlie, cât și pe el. Charlie revine în închisoare, de unde este eliberat ulterior și îi ajută pe polițiști să descopere cadavrul Maevei Livingstone.
Spider este prind de un stol de păsări, iar Femeia Pasăre îl predă lui Tiger, vechiul inamic al lui Anansi, care îl face prizonier și îi taie limba, pentru a nu putea face nicio magie. Cu toate acestea, Spider reușete să creeze un păianjen mic, pe care îl trimite să găsească regatul păianjenilor condus de Anansi și de moștenitorii lui.
Rosie și mama ei călătoresc în Caraibe, unde îl întâlnesc pe Graham Coats și, deoarece nu sunt la curent cu evenimentele din Anglia, cad în capcana lui, devenindu-i ostatice.
Charlie o caută din nou pe Callyanne Higgler, dar prietenii ei îi spun că a plecat în insula Saint Andrews din Caraibe. De asemenea, ei îi povestesc că, atunci când era mic, doamna Dunwiddy a aruncat o vrajă asupra lui Charlie, separând partea lui bună de cea rea, care a devenit Spider, ceea ce înseamnă că Charlie și Spider au fost, cândva, o singură persoană (și explică de ce, în Zei Americani, Anansi spunea că are doar un singur fiu). Charlie merge din nou la începutul lumii, dându-i pana înapoi Femeii Pasăre în schimbul liniei de sânge Anansi și eliberându-l pe Spider, a cărui ajutoare l-au copleșit pe Tiger, recuperându-i și limba.
Tiger îl are în puterea lui pe Grahame Coats și îi folosește setea de sânge pentru a-l manipula, intenționând să se răzbune pe Spider prin uciderea lui Rosie și a mamei ei. Însă posedarea îl face pe Grahame Coats vulnerabil la atacul altor spirite și este eliminat de către Maeve Livingston, care îl găsește cu ajutorul spiritului lui Anansi.
La începutul lumii, Charlie (care a descoperit puterea sa de a altera realitatea cântând) spune o poveste care îl umilește pe Tiger, trimițându-l într-o peșteră în care e zăvorât împreună cu Grahame Coats. La sfârșit, Spider se căsătorește cu Rosie și devine patronul unui restaurant și, deși presat mereu de mama fetei să aibă copii, refuză. Charlie devine cântăreț, se căsătorește cu ofițerul de poliție Daisy Day (pe care o întâlnise în noaptea în care el și Spider se îmbătaseră, jelindu-și tatăl) și are un fiu.

## Premii și nominalizări
Anansi Boys a câștigat premiul Locus, Mythopoeic, YALSA ALEX, și premiul British Fantasy în 2006. Deși a adunat destule voturi pentru nominalizarea la premiul Hugo, Gaiman a refuzat-o.

## Adaptare radiofonică la BBC World Service
Mike Walker a adaptat Anansi boys într-o piesă radiofonică pentru BBC World Service. În distribuție i-a avut pe Lenny Henry (Spider și Charlie), Matt Lucas (Grahame Coats și Tiger), Rudolph Walker (Anansi), Doña Croll (dna Noah și Femeia Pasăre), Tameka Empson (dna Higgler), Petra Letang (Rosie), Jocelyn Jee Esien (Daisy), Ben Crowe (Cabbies) și alții, fiind lansată pe 17 noiembrie 2007. Coloana sonoră a fost compusă de danezul Nicolai Abrahamsen, iar regia a fost semnată de Anne Edyvean.
Neil Gaiman a fost nemulțumit de adaptarea radiofonică, deoarece "tăierile din buget și timpul redus pentru dramă au determinat ca adaptarea să aibă doar o oră. Iar atunci când romanele sunt înghesuite într-o oră, se întâmplă lucruri neplăcute. Așa că, în ciuda unei distribuții și a unei producții cu adevărat grozave, precum și a unui scenariu pe cât de bun se putea în aceste condiții, nu am fost mulțumit. M-am simțit ca una dintre cărțile acelea condensate din Readers' Digest". Din acest motiv, Gaiman și-a exprimat dorința de a scrie singur scenariul pentru ecranizarea cărții, argumentând că "În mod normal, refuz să adaptez propriile creații pentru marele ecran. Dar îmi doresc o adaptare la Anansi boys de care să fiu mândru, iar adaptarea radiofonică m-a lăsat cu dorința de a spune: Nu, la asta mă refeream eu".

## Ecranizare
Au existat zvonuri despre o ecranizare a romanului Anansi Boys, dar "creatorii de filme doreau să schimbe personajele principale negre în unele albe și să renunțe la elementele magice". Gaiman nu a cerut bani: "Să nu am nevoie de bani mă pună în postura miraculoasă de a putea spune nu. Îmi place ideea de a avea filme bine făcute, sau a nu avea deloc filme."